# 哈瑙-利希滕貝格的夏洛特
哈瑙-利希滕貝格的夏洛特（德語：Charlotte von Hanau-Lichtenberg，1700年5月2日—1726年7月1日），黑森-達姆施塔特伯爵夫人，哈瑙-利希滕貝格伯爵約翰·賴因哈德三世與多羅特婭·弗雷德里克的女兒。

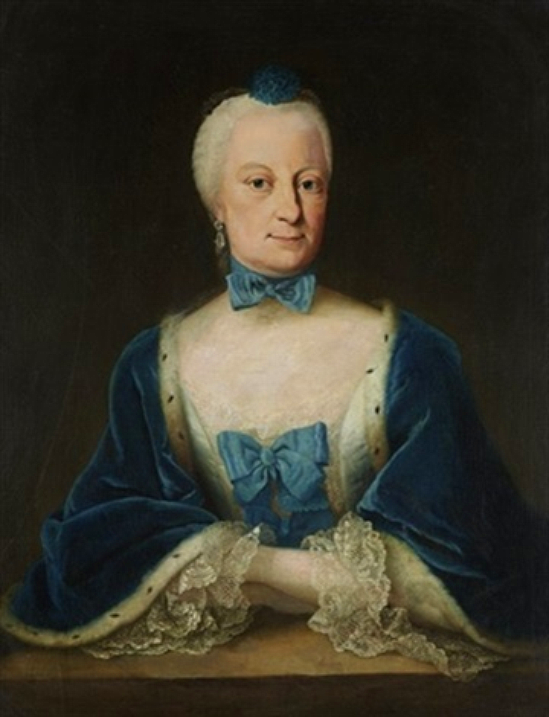
哈瑙-利希滕貝格的夏洛特

## 家庭
1717年，夏洛特與路德維希八世結婚，兩人共有2子1女：
1. 路德維希九世（1719年—1790年）
2. 格奧爾格·威廉（1722年—1782年）
3. 卡羅利妮·路易絲（1723年—1783年）